# حی جبره
حی جبره یک منطقهٔ مسکونی در عربستان سعودی است که در ریاض واقع شده‌است.